# Rondador

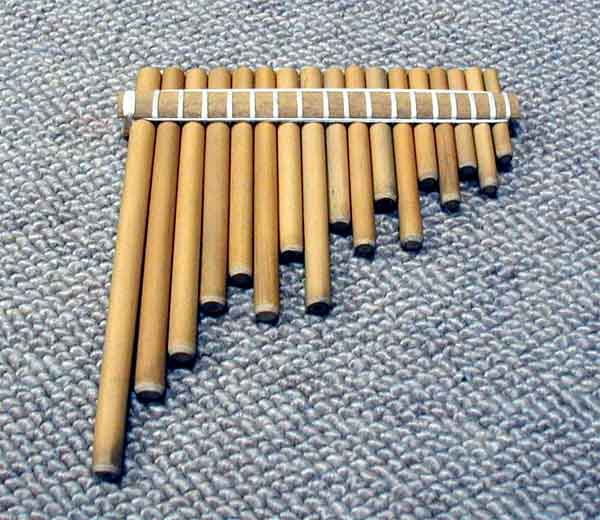
Rondador

Rondador ist eine südamerikanische Panflöte, die als Nationalmusikinstrument Ecuadors gilt.
Die rondador unterscheidet sich von den sonstigen Panflöten der Anden, die unter anderem antara oder siku genannt werden, dadurch, dass zwischen den größer werdenden Hauptröhrchen jeweils ein kürzeres Hilfsröhrchen liegt, sodass ein sägeartiges Profil entsteht. Da die jeweils eine Terz tieferen Hilfsröhrchen mitgespielt werden, entsteht ein eigentümlich rauchiger Klang von zwei Röhrchen gleichzeitig. Die meisten Instrumente bestehen aus 20 bis 32 Röhrchen.